# Yellow Flame
Yellow Flame est un film muet américain réalisé par Charles Giblyn et sorti en 1914.

## Fiche technique
- Réalisation : Charles Giblyn
- Scénario : William H. Clifford, d'après son histoire
- Production : Thomas H. Ince
- Date de sortie : États-Unis : 18 février 1914

## Distribution
- Charles K. French : James Condon
- Ernest Swallow : Yellow Flame
- Miss Lyons : Little Fawn
- James Morrison : Bill Forbes
- Mr Smithy : Jack Hull